# Счастливый город
«Счастливый город» (англ. Happy Town) — американский телесериал в жанре мистики и детектива, созданный Джошем Апеллбаумом, Скоттом Розенбергом и Андре Немецем, который выходил на телеканале ABC в 2010 году.
Сериал повествует о городе Хэплин, прозванным «счастливым городом», в котором на протяжении семи лет произошли семь бесследных похищений людей, которые совершил человек по прозвищу «Фокусник» (или «Волшебник», в зависимости от перевода). После этого, на пять лет все прекратилось, пока «Фокусник» вновь не возвращается в Хэплин. Новому шерифу Томми Конрою приходится взяться за раскрытие этих похищений, в ходе которых он узнает, что в городе все отнюдь не так счастливо, как он думал.
Несмотря на рекламу, первый эпизод показал плохие результаты, собрав у экранов 5,2 миллиона зрителей, что примерно соответствовало показателям сериалов «Иствик» и «Дурнушка Бетти», которые также были закрыты из-за низких рейтингов. На втором эпизоде количество зрителей упало до 3,8 миллионов. 17 мая 2010 года было объявлено, что «Счастливый город» есть в списке отменных сериалов. 18 июня 2010 года было объявлено об официальной отмене сериала.
Всего, по каналу ABC было показано шесть эпизодов, а оставшиеся два были выложены на интернет-сайте ABC.

## В ролях
| Актер            | Роль                                    |
| ---------------- | --------------------------------------- |
| Джофф Стульц     | шериф Томми «Ти-Си» Конрой              |
| Лорен Джерман    | Хенли Бун (Хлои)                        |
| Эми Акер         | Рейчел Конрой                           |
| Сара Гадон       | Джорджия Брейвэн                        |
| Роберт Уиздом    | детектив Роджер Хоббс                   |
| Бен Шнетцер      | Эндрю Хэплин                            |
| Стивен Уэбер     | Джон Хэплин                             |
| Сэм Нил          | Мэрритт Гривз                           |
| Питер Аутербридж | офицер полиции штата Дэн Фармер (Завье) |
| Уоррен Кристи    | Грегори «Грегги» Стивилетто             |

| Актер                  | Роль                                  |
| ---------------------- | ------------------------------------- |
| М. К. Гейни            | бывший шериф Гриффин Конрой           |
| Стивен Макхэтти        | Карл Брейвэн                          |
| Абрахам Бенруби        | «Большой» Дэйв Данкан                 |
| Фрэнсис Конрой         | Пэгги Хэплин                          |
| Джей Полсон            | помощник шерифа Элай «Рутбир» Роджерс |
| София Эванюк           | Эмма Конрой                           |
| Максвелл МакКейб-Локос | Линкольн Стивилетто                   |
| Линн Гриффин           | Дот Медоуз                            |
| Дэн Петронижевич       | Рональд Стивилетто                    |
| Мэтт Хопкинс           | Вомпер Стивилетто                     |
| Стив Арбакль           | «Малыш» Стивилетто                    |
| Джоанна Дуглас         | помощник шерифа Шелл Дженкинс         |

| Актер            | Роль                            |
| ---------------- | ------------------------------- |
| Грег Брайк       | доктор Пит                      |
| Пол Ли           | адвокат Ли Гири                 |
| Дэвид Кроненберг | доктор Эбнер Лейхман            |
| Бойд Бэнкс       | Джерри Фридл                    |
| Натали Браун     | Кэрол Хэплин                    |
| Венди Лион       | Донна Фридл                     |
| Дайан Гордон     | Эстер Клэпман                   |
| Анна Фергюсон    | Ирэн Вон                        |
| Дебора Гровер    | Джоани Дженкинс                 |
| Кедар Браун      | помощник шерифа Келвин Толливер |
| Бриттани Кэй     | Лани                            |
| Линда Кэш        | Миранда Кирби                   |
| Марша Беннетт    | Роуз Перкинс                    |
| Ди Уоллес-Стоун  | Элис Конрой                     |

## Эпизоды
| Номер эпизода | Название                               | Режиссер       | Сценарий                                      | Дата выхода                |
| --- | -------------------------------------- | -------------- | --------------------------------------------- | -------------------------- |
| 1 | В этом домике на льду                  | Гэри Фледер    | Джош Аппелбаум, Андре Немец и Скотт Розенберг | 28 апреля 2010 года        |
| В городок под названием Хэплин приезжает Хенли Бун, чей приезд совпадает с жестоким убийством местного жителя Джерри Фридла. Убийство вызывает у жителей города воспоминания о «Фокуснике» — человеке, который похитил семерых людей, после чего пять лет о нем ничего не было слышно. Томми Конрой, вместе со своим отцом и по совместительству шерифом города — Гриффином Конроем, пытается раскрыть это дело. В конце эпизода, шериф Гриффин в приступе странного помешательства отрубает себе руку топориком, а Хенли Бун пытается пробраться на верхний этаж пансионата, куда ей запретили заходить. |                                        |                |                                               |                            |
| 2 | Я приехал в Хэплин на воды             | Гэри Фледер    | Джош Аппелбаум, Андре Немец и Скотт Розенберг | 5 мая 2010 года            |
| Шерифа Гриффина спасают, но он впадает в ступор и Томми Конрою приходится принять пост шерифа от, по сути, владелицы города — Пэгги Хэплин. Хенли, при помощи загадочного антиквара Мэрритта Гривза делает дубликат ключа от тайной комнате на верхнем этаже. Томми делает ужасающее открытие — его друг Дэйв Данкан является убийцей Фридла, которого он считал «Фокусником». Впрочем Томми не арестовывает Дэйва, решая проверить места, где якобы захоронены пропавшие жители, о чем Дэйву перед своей смертью сообщил Фридл. Хенли находит в закрытой комнате спрятанный молоток в виде головы козла и решает уехать из города, но во время поездки в лобовое стекло врезается птица и Хенли попадает в аварию. |                                        |                |                                               |                            |
| 3 | Полли хочет еще одну попытку           | Мик Гаррис     | Дэйви Холмс                                   | 12 мая 2010 года           |
| Хенли находит и отвозит к врачу обаятельный молодой человек, а в это время Томми получает помощь от офицера полиции штата Дэна Фармера и продолжает скрывать то, что Дэйв является убийцей Фриддла. Эндрю Хэплин — сын богатого бизнесмена Джона Хэплина, считает, что его девушку Джорджию избил собственный отец, но в попытке отомстить попадает в полицейский участок. Спасший Хенли парень оказывается одним из братьев Стивилетто, который, как оказывается, работает на Пэгги Хэплин, воруя у Хенли молоток. В городе наступает ежегодный фестиваль, во время которого пропадает жена Томми — Рейчел. |                                        |                |                                               |                            |
| 4 | Ловкость рук                           | Дарнелл Мартин | Мередит Эйверилл                              | 2 июня 2010 года           |
| Томми обеспокоен пропажей своей жены, так как все улики указывают на возвращение «Фокусника». Его тревога усиливается, когда на местной фабрике по производству хлеба обнаруживается кисть руки одной из жертв похитителя с кольцом жены Томми. Позже, анализ показывает, что кисть была отрезана у еще живого человека, что указывает на то, что жертвы, возможно живы. Хенли забирает у Грегги молоток и с его помощью решает шантажировать Пэгги Хэплин, которой этот молоток и нужен. Томми, вместе с Мэрриттом пытаются найти похитителя, но все приводит к тому, что они обнаруживают Рейчел в ванне их дома, которая не помнит, что с ней произошло. После всего произошедшого, Томми решает взглянуть на похищения свежим взглядом, чтобы раскрыть их. |                                        |                |                                               |                            |
| 5 | Вот почему мы остаемся                 | Джон Полсон    | Кортни А. Кэмп                                | 9 июня 2010 года           |
| Томми испытывает давление со стороны семей жертв похитителя, по поводу того, что не может найти «Фокусника». Рейчел тоже приходится нелегко: Джон Хэплин, чья дочь также была похищена, пытается выяснить, что Рейчел видела после своего похищения. Хенли получает от Пэгги большую сумму денег в обмен на молоток и обещание не покидать Хэплин. Хенли все равно пытается покинуть его, однако по стечению обстоятельств (или благодаря влиянию Пэгги) единственная дорога оказывается перекрыта из-за ремонта, поезд из-за аварии на подстанции не ходит, а деньги отказываются перевести на счет за пределами города. Тогда она решает просить помощи у Мэрритта, который соглашается отвезти деньги на поезде. Сбежавшие в лес Эндрю и Джорджия находят чей-то трейлер, где обнаруживаются вещи похищенных людей, но внезапно кто-то садится в машину и трейлер приходит в движение. На Мэрритта, во время поездки на поезде, кто-то нападет и пытается задушить удавкой. За рулем машины с трейлером оказывается Дэн Фармер. |                                        |                |                                               |                            |
| 6 | Вопросы и рога                         | Рон Андервуд   | Байрон Беласко                                | 16 июня 2010 года          |
| Джона Хэплина задерживают для допроса, после обнаружения того, что он общался с одной из похищенных девушек. Мэрритт возвращается к Хенли в Хэплин без денег и лишь благодаря своему свитеру спасшись от душителя. После этого, он решает пригласить Пэгги на ужин. Джорджию и Эндрю держит у себя Дэн Фармер, который настаивает, что он не «Фокусник», а лишь одержимый его поисками офицер полиции. Спустя время он их отпускает, с оговоркой, что они никому об этом не расскажут. Хенли приходит к Грегги и тот под пытками рассказывает о том, на кого он работает и зачем, а также что это он пытался задушить Мэрритта. Детектив Хоббс признается Томми, что давно догадывается, что Дэйв убил Фридла, а Томми его покрывает. Поэтому он говорит, чтобы тот сам арестовал друга. Томми отправляется на поиски Дэйва и находит его в старом охотничьем домике, где Дэйв, угрожая ему ружьем, заставляет идти с ним на поиски логова «Фокусника», которое сам Дэйв до этого нашел. Пробродив по лесу несколько часов и ничего найдя, Томми хочет спокойно поговорить с Дэйвом и дать ему некую бумагу, но тот продолжает настаивать на поисках и направляет на него ружье, но Томми выхватывает пистолет и стреляет в Дэйва, убивая его. Хенли просит Мэрритта провести ее на вечеринку Пэгги, на что тот соглашается. Некоей бумагой, которую Томми хотел дать Дэйву, оказывается билет на самолет. |                                        |                |                                               |                            |
| 7 | Эллис из Далласа здесь больше не живет | Бобби Рот      | Брайан Ох                                     | 1 июля 2010 (сайт ABC.com) |
| Дэйва хоронят, а Томми, решив посетить могилу своей матери, узнает от пришедшей жены Джерри Фридла о том, что возможно его мать убили. После, поговорив с отцом, Томми узнает, что его мать упала с лестницы из-за инфаркта, а Гриффин тогда думал, что это убийство. В поместье Хэплинов начинается вечеринка, на которую Мэрритт проводит Хенли. Однако она, засмотревшись на немой немецкий фильм «Голубая дверь» оказывается схвачена слугами Пэгги. Джорджия рассказывает Томми о Дэне Фармере и тот отправляет следить за ним своего помощника Элая Роджерса. Однако Дэн ловко сбрасывает погоню, позже избивая Грегги и угоняя его машину. Мэрритт помогает Хенли сбежать, заодно отдавая ей молоток, который он украл у Пэгги. Томми объявляет Дэна в розыск, а тот, в это время похищает хозяйку гостиницы Дот Медоуз и везет ее в лес, где находит логово «Фокусника». Там же Дэна подстреливают мимо проходившие охотники, которые и доставляют его в участок. Мэрритт рассказывает Хенли о своем умершем друге Завье, у которого он увел девушку, после чего их ребенка (кем был его отец — Завье или Мэрритт осталось неизвестным) похитил «Фокусник». Хенли приходит в участок и говорит Томми, что его мать была убита Пэгги Хэплин при помощи молотка. |                                        |                |                                               |                            |
| 8 | Во всем вини Рио Браво                 | Дарнелл Мартин | Скотт Розенберг                               | 1 июля 2010 (сайт ABC.com) |
| Мэрритт всем говорит, что решил уехать из города, а в это время братья Стивилетто собирают толпу и идут к полицейскому участку, с требованием выдать Фармера, которого они считают похитителем. Томми, Хоббсу и Роджерсу удается убедить толпу отступить. Эндрю и Джоджия хотят уехать из города. Фармер теряет сознание и Томми хочет отвезти его в больницу, но вернувшаяся толпа начинает обстреливать участок, а Мэрритт звонит по телефону и отменяет помощь, ранее вызванную Томми для успокоения толпы. Пэгги, узнав о решении Эндрю уехать, приглашает его посмотреть «Голубую дверь». Наступает вечер и стрелки решают повесить Джона Хэплина, если Томми не выдаст Фармера. Не дождавшись, трое братьев Стивилетто врываются в участок, но ситуацию спасает внезапно прибывший Гриффин Конрой. Мэрритт убеждает отпустить Джона и говорит тому привести к участку жителей города. После этого, Джон смотрит на раненного Фармера и разрешает погрузить его в машину скорой помощи, которая внезапно стартует без одного парамедика. Когда скорая отъезжает на приличное расстояние, Фармер выхватывает у Роджерса пистолет и выгоняет из машины всех людей, после чего садится на пассажирское сиденье, тогда как машину ведет Мэрритт. Дэн Фармер оказывается тем самым Завье. Эндрю, после просмотра фильма становится странным и сообщает Джорджии, что его место здесь и он никуда не поедет. Хенли едет прямо за машиной скорой помощи. Томми приезжает к Пэгги и наставляет на нее пистолет, однако она заявляет, что Томми не понимает всей картины. В это время Гриффин Конрой приезжает в бар, где встречается со своей живой женой и спрашивает, где она их держит, после чего заявляет, что «она никогда не говорила, что они живы», на что она заявляет, что «он никогда не спрашивал об этом». |                                        |                |                                               |                            |

## Съемки
Действие сериала происходит штате Миннесота, однако многие сцены пилотного и других эпизодов снимались городах Канады, таких как: Порт-Хоуп, Сент-Катаринс и Брамптон. Некоторые уличные сцены были сняты Ньюнане, штат Джорджия. Во время съемок сцен ежегодного фестиваля для третьего эпизода, температура на улице была почти 16 градусов по Цельсию и актерам было невероятно жарко в зимних пальто, так как действие сериала происходит в холодное время года и одежда должна была быть соответствующей.
В пилотном эпизоде Дин Уинтерс должен был играть Джона Хэплина, а Джон Патрик Амедори его сына Эндрю. Однако позже они были заменены на Стивена Уэбера и Бена Шнетцера соответственно. Также на роль Миранды Кирби была утверждена Ким Пуарье, но за день до съемок ее заменили на Линду Кэш.